# Paola Madriñán
 (janvier 2025).
Si vous disposez d'ouvrages ou d'articles de référence ou si vous connaissez des sites web de qualité traitant du thème abordé ici, merci de compléter l'article en donnant les références utiles à sa vérifiabilité et en les liant à la section « Notes et références ».
Paola Madriñán née le 18 octobre 1973, est une coureuse cycliste colombienne. Active des années 1990 à 2010, elle a été médaillée d'or du contre-la-montre aux championnats panaméricains en 2004, 2008 et 2010, et de la course sur route des Jeux sud-américains de 2010.

## Palmarès
- 1999
  -  Championne de Colombie sur route
  -  Médaillée de bronze du championnat de Colombie du contre-la-montre
- 2002
  -  Médaillée d'argent du championnat panaméricain du contre-la-montre
  -  Médaillée d'argent du contre-la-montre des Jeux d'Amérique centrale et des Caraïbes
  -  Médaillée de bronze du championnat de Colombie sur route
  -  Médaillée de bronze du championnat de Colombie du contre-la-montre
- 2003
  -  Championne de Colombie sur route
  -  Médaillée d'argent du championnat de Colombie du contre-la-montre
- 2004
  -  Championne panaméricaine du contre-la-montre
  -  Championne de Colombie du contre-la-montre
- 2005
  -  Médaillée de bronze du championnat panaméricain du contre-la-montre
- 2008
  -  Championne panaméricaine du contre-la-montre
  -  Championne de Colombie sur route
  -  Championne de Colombie du contre-la-montre
- 2009
  -  Championne de Colombie du contre-la-montre
- 2010
  -  Championne panaméricaine du contre-la-montre
  -  Médaillée d'or de la course sur route des Jeux sud-américains[1]
  -  Championne de Colombie du contre-la-montre
  -  Médaillée d'argent du contre-la-montre des Jeux sud-américains
  -  Médaillée de bronze du contre-la-montre des Jeux d'Amérique centrale et des Caraïbes
- 2011
  - 9e du championnat panaméricain du contre-la-montre